# Latouchia fossoria
Latouchia fossoria là một loài nhện trong họ Ctenizidae.
Loài này thuộc chi Latouchia. Latouchia fossoria được miêu tả năm 1901 bởi Mary Agard Pocock.